# Międzynarodowa konwencja o zapobieganiu zanieczyszczaniu morza przez statki

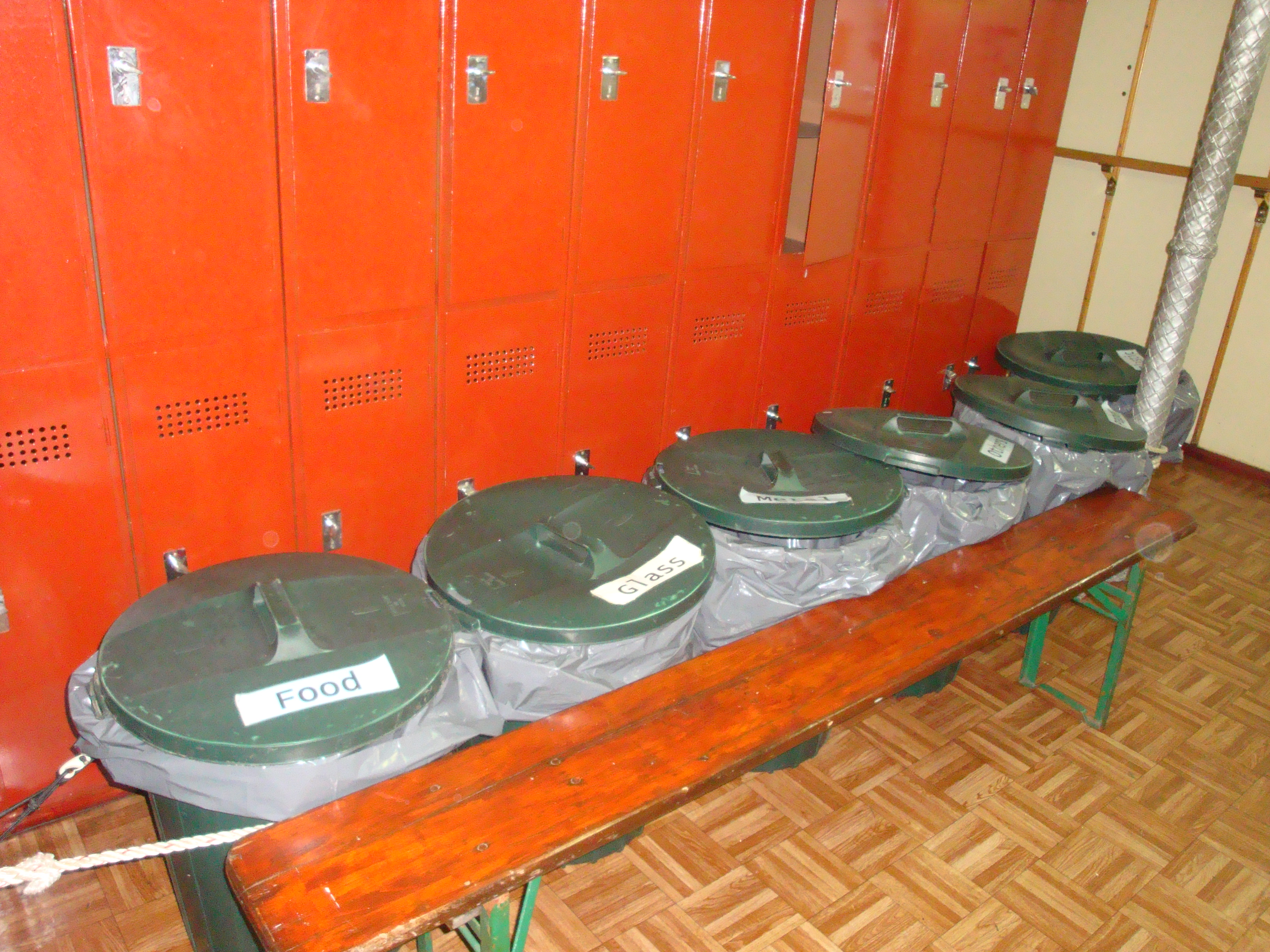
Pojemniki do segregacji odpadów stałych zgodnie z załącznikiem V konwencji MARPOL

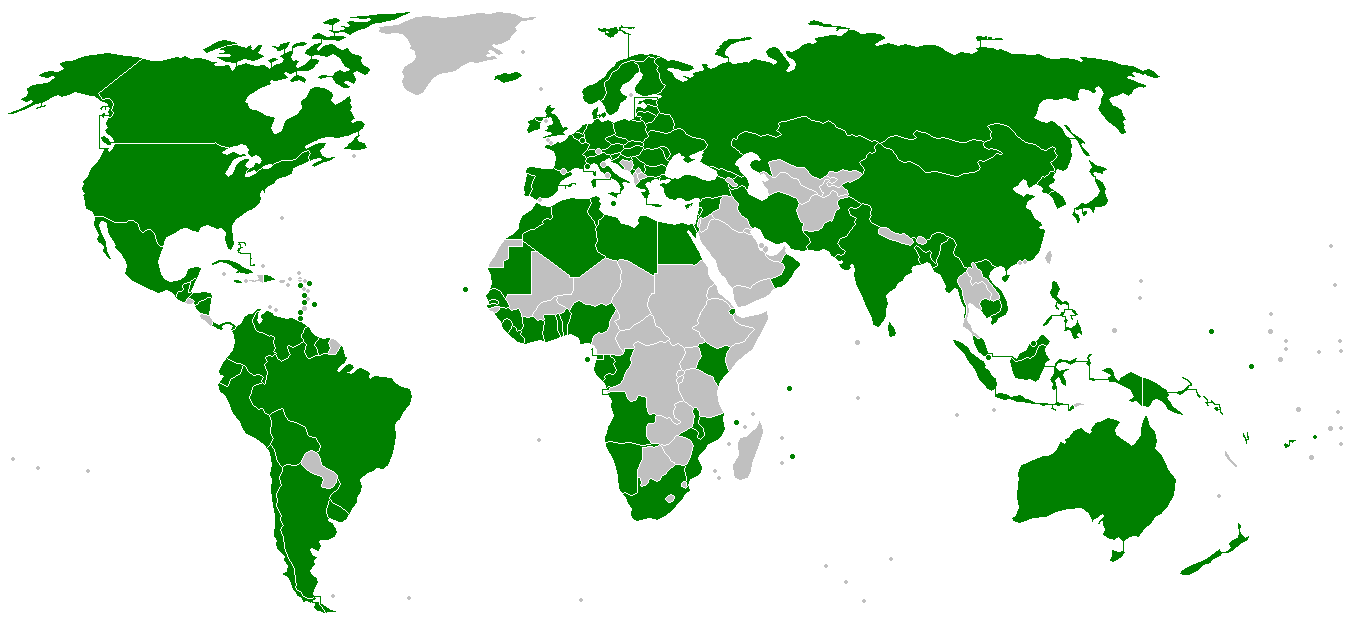
Strony MARPOL 73/78

Międzynarodowa konwencja o zapobieganiu zanieczyszczaniu morza przez statki (MARPOL) – umowa międzynarodowa przyjęta na Międzynarodowej Konferencji w sprawie Zanieczyszczania Mórz, która była zorganizowana przez IMO w październiku 1973. Konwencja została zmodyfikowana w 1978 na Międzynarodowej Konferencji w sprawie Bezpieczeństwa Zbiornikowców i Zapobiegania Zanieczyszczeniom. Znana jest pod nazwą MARPOL 73/78. Następna modyfikacja dokonana została w 1997, kiedy dodano VI załącznik traktujący o zapobieganiu zanieczyszczaniu powietrza przez statki.
Wpływ na powstanie Konwencji miały wielkie katastrofy zbiornikowców: Torrey Canyon w 1968 oraz MT Amoco Cadiz w 1977. W badaniach na temat przyczyn i skutków katastrof stwierdzono, że istniejące uregulowania (Międzynarodowa Konwencja o Zapobieganiu Zanieczyszczania Mórz Produktami Ropopochodnymi z 1954) nie zapewniają wystarczającej ochrony przy szybko wzrastających przewozach.
Konwencję MARPOL należy odróżnić od innej Konwencji o zanieczyszczaniu mórz – Konwencji londyńskiej (1972).
Konwencja MARPOL 73/78 weszła w życie 2 października 1973, lecz poszczególne załączniki zaczęły obowiązywać później, po ich ratyfikacji przez ustaloną liczbę państw. Spisana w językach miarodajnych angielskim, francuskim, rosyjskim i hiszpańskim, depozytariuszem jest Sekretarz Generalny MOM (art. 19).
Konkretne przepisy zawarte są w sześciu załącznikach do Konwencji.

## Załącznik I

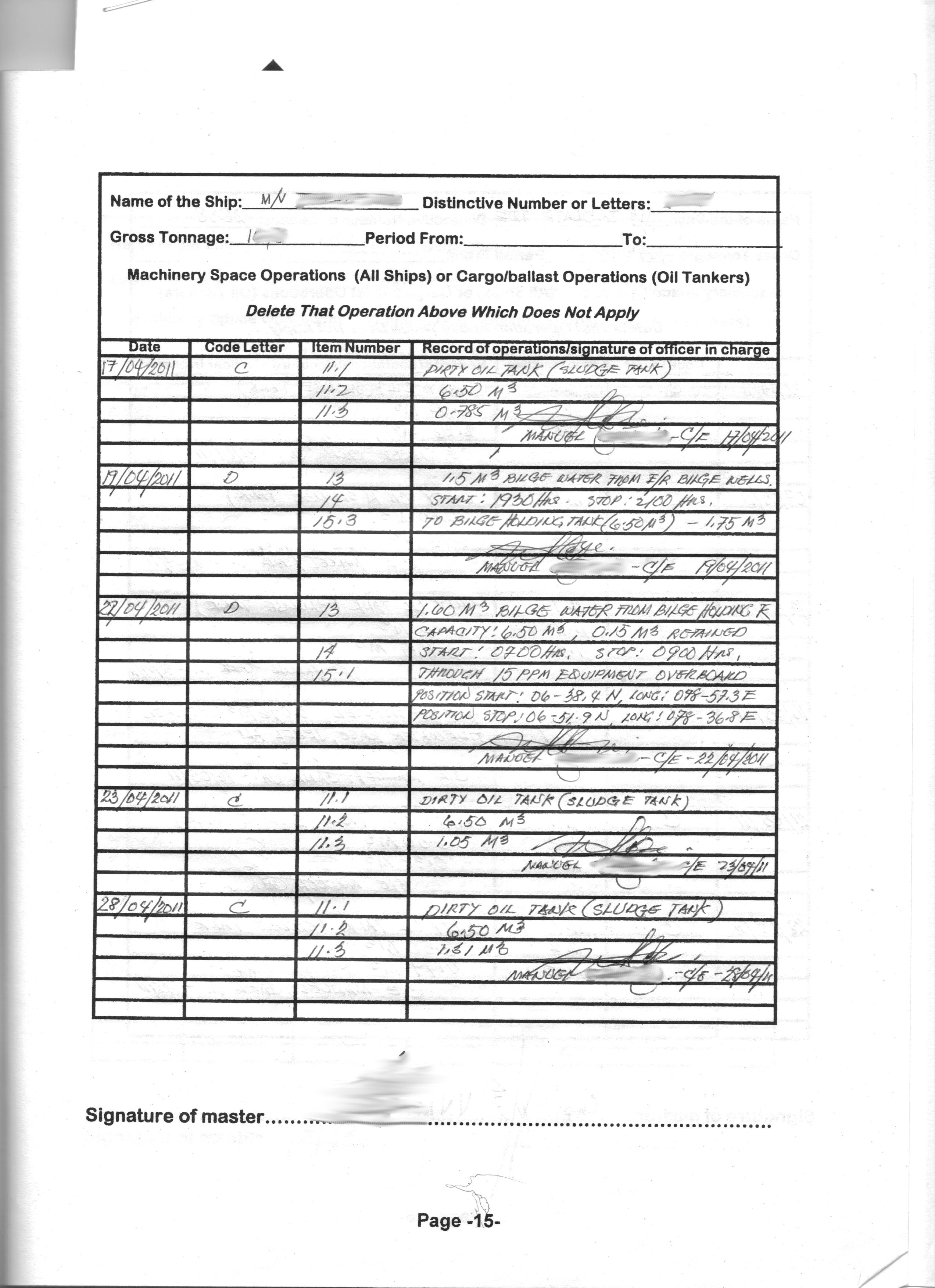
strona z Dziennika olejowego

Wszedł w życie 2 października 1983. Ma na celu ochronę przed zanieczyszczeniami ropą naftową i jej pochodnymi. Zawiera przepisy regulujące budowę oraz dotyczące operacji ładunkowych i paliwowych. Opisuje dozwolony sposób wypompowania wody zanieczyszczonej substancjami ropopochodnymi. Wymaga prowadzenia ewidencji substancji ropopochodnych (Dziennik olejowy).

### SOPEP
Załącznik I wymaga, aby statek był przygotowany do przeciwdziałania zanieczyszczeniu morza na skutek wypadku (w ograniczonej skali). Sprzęt potrzebny do akcji, informacje o budowie statku oraz lista kontaktów i procedury zawarte są w Statkowym planie zapobiegania zanieczyszczeniom olejowym.

## Załącznik II
Wszedł w życie 2 października 1983. Dotyczy ochrony przed zanieczyszczaniem morza innymi niż ropopochodne płynnymi substancjami szkodliwymi przewożonymi luzem.

## Załącznik III
Wszedł w życie 1 lipca 1992 i dotyczy ochrony przed zanieczyszczaniem szkodliwymi substancjami przewożonymi w opakowaniach.

## Załącznik IV

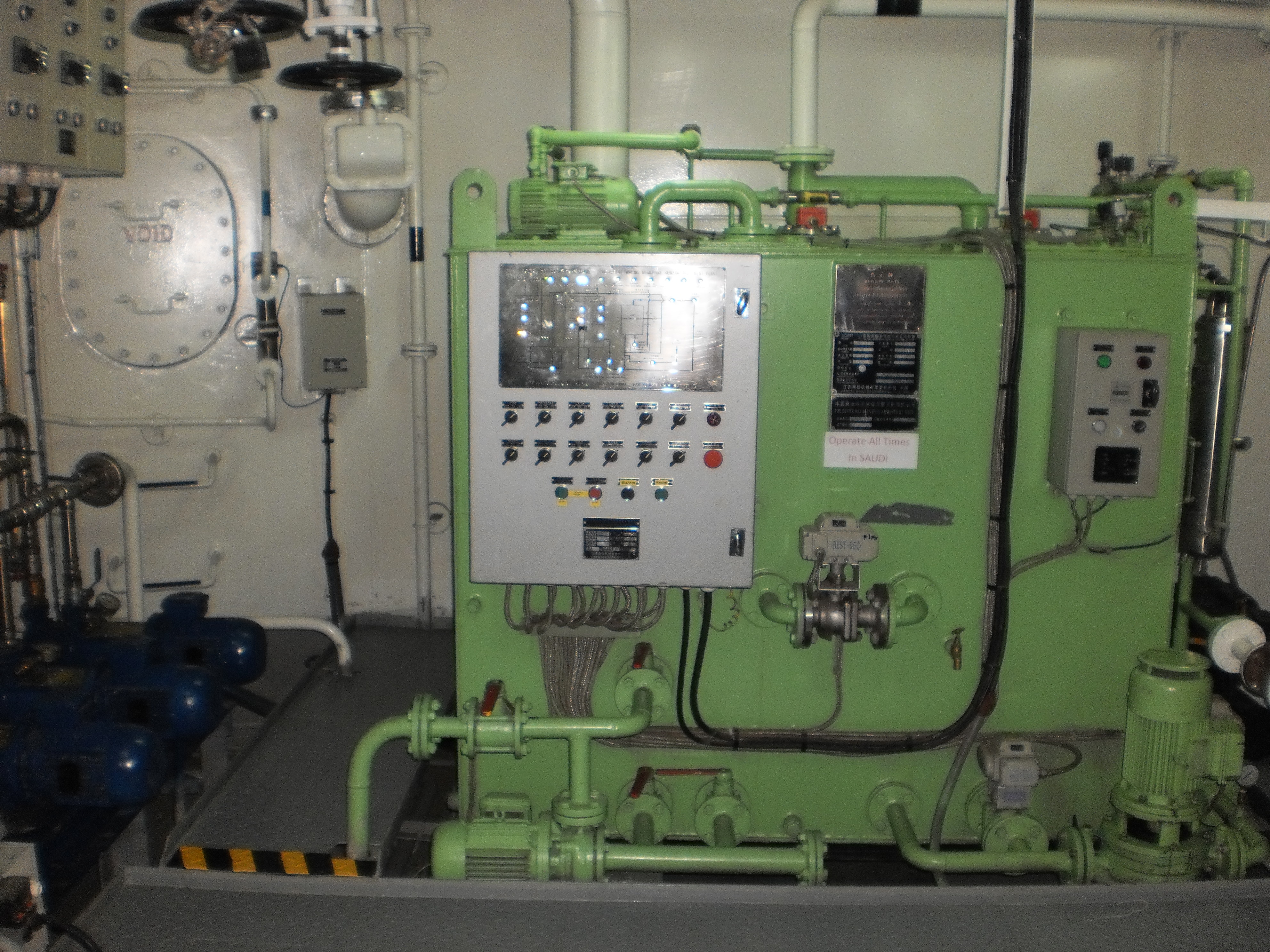
Biologiczna oczyszczalnia ścieków (12-30 osób)

Wszedł w życie 27 września 2003. Dotyczy ochrony przed zanieczyszczaniem ściekami. Ma zastosowanie dla wszystkich statków o pojemności brutto 400 i więcej lub przewożących ponad 15 osób (pasażerów i załogi). Zabrania zrzutu fekaliów do morza w odległości mniejszej niż 12 mil od brzegu (3 mil, jeżeli ścieki poddano rozdrobnieniu i dezynfekcji.
Na mocy wymagań tego załącznika, statki powinny być wyposażone w oczyszczalnię ścieków, instalację do rozdrabniania i dezynfekcji fekaliów lub zbiorniki pozwalające na przetrzymanie ścieków i wypompowanie ich do odpowiedniej instalacji w porcie.
Państwa-strony Konwencji, wymagające stosowania załączniku IV, powinny zapewnić w portach odpowiednie instalacje do odbioru ścieków ze statków.
Statki dostosowane do wymogów Konwencji są poddawane inspekcji ze strony instytucji klasyfikacyjnych. Dla potwierdzenia, że statek spełnia wymagania, wydawany jest Międzynarodowy Certyfikat o Zapobieganiu Zanieczyszczeniom Fekaliami.

## Załącznik V

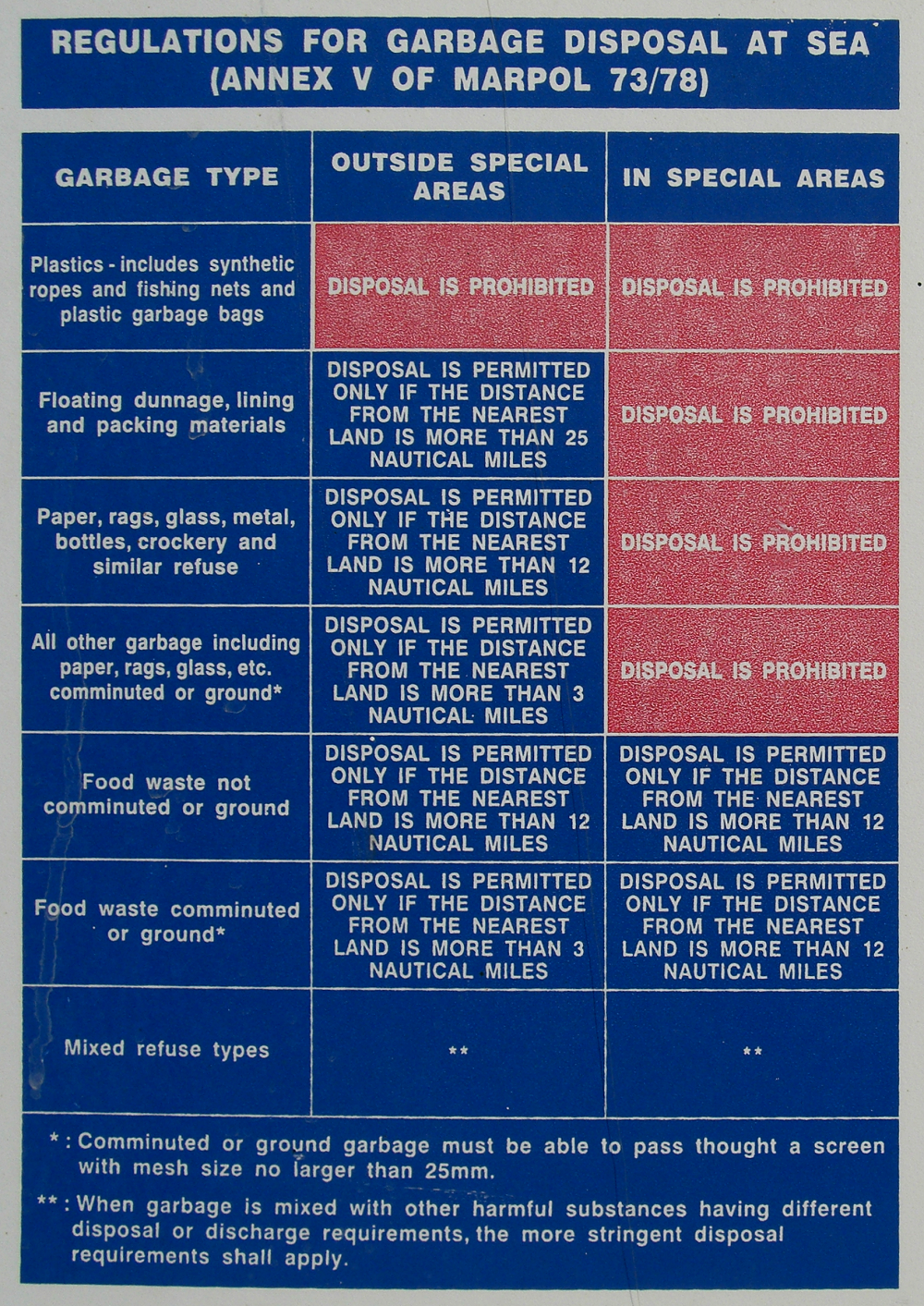
Plakat z instrukcją wyrzucania śmieci

Wszedł w życie 31 grudnia 1988. Reguluje usuwanie ze statków odpadów stałych (oprócz świeżych ryb i ich części). Dotyczy wszystkich statków.
Załącznik zabrania wyrzucania do morza odpadów plastikowych, a wyrzucanie innych uzależnia od rodzaju odpadów i pozycji statku (głównie odległości od najbliższego lądu).
Specjalne, ostrzejsze reguły obowiązują w zdefiniowanych obszarach specjalnych. Obszary specjalne to akweny szczególnie zagrożone ze względu na wrażliwość ekologiczną lub natężenie ruchu statków. Jako obszary specjalne na potrzeby załącznika V wyznaczono: Morze Śródziemne, Morze Bałtyckie, Morze Czarne, Morze Czerwone, Morze Północne, Zatokę Perską, Antarktykę i obszar Karaibów wraz z Zatoką Meksykańską.
Każdy statek o długości całkowitej 12 metrów i więcej powinien mieć plakaty, informujące załogę i pasażerów o regułach wyrzucania śmieci.
Statki o pojemności brutto 400 i więcej lub mogące przewozić ponad 14 osób powinien posiadać książkę zarządzania śmieciami i dziennik zarządzania śmieciami. Książka zawiera informacje o zbieraniu, przechowywaniu, przetwarzaniu i wyrzucaniu śmieci. Wszystkie operacje wyrzucania, wyładunku czy spalania śmieci są odnotowane w Dzienniku zarządzania śmieciami.

## Załącznik VI

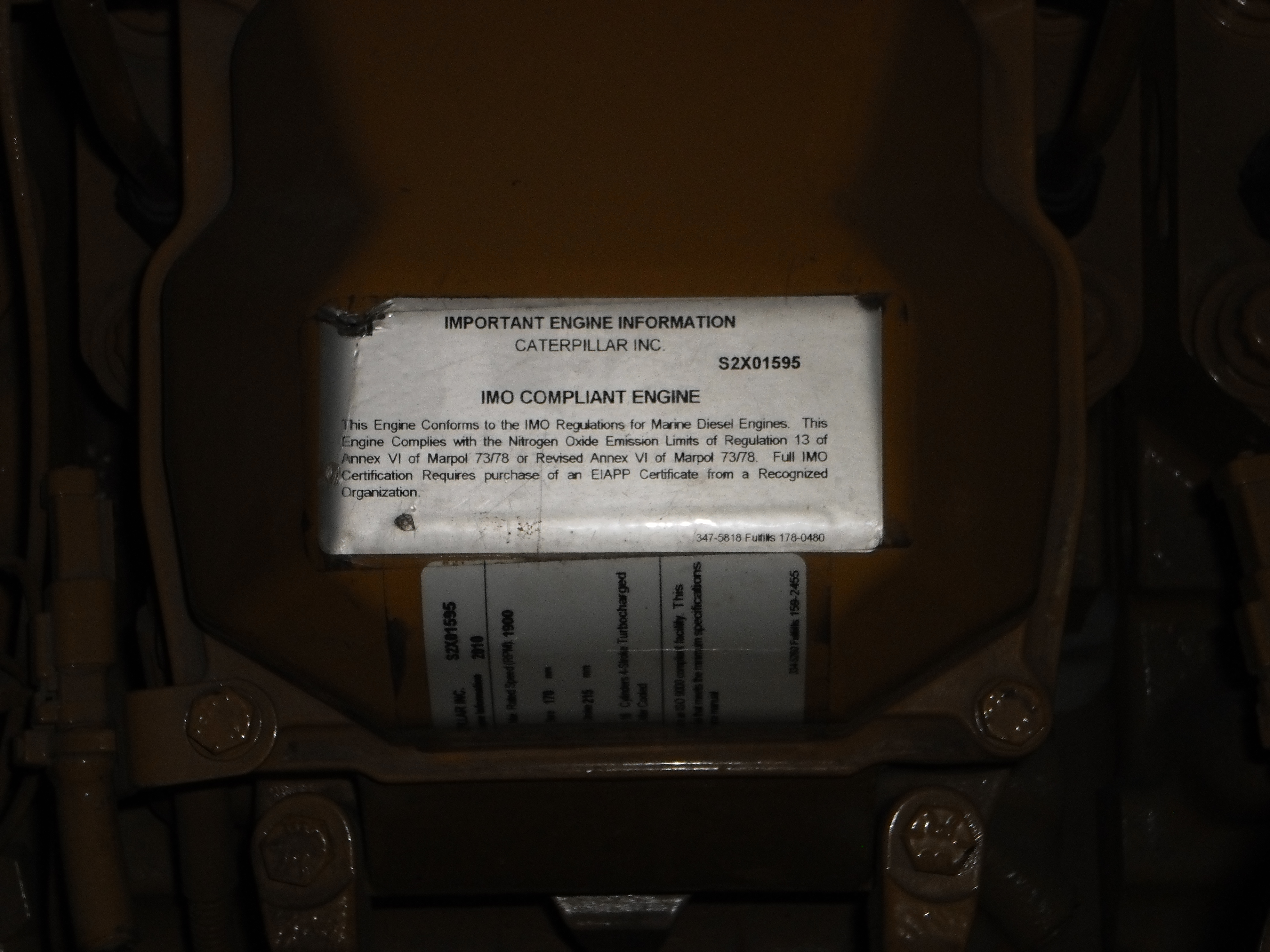
Etykietka na silniku głównym, potwierdzająca spełnianie wymagań MARPOL

Został dodany w 1997 i wszedł w życie 19 maja 2005. Zawiera przepisy mające na celu redukcję zanieczyszczeń powietrza przez statki (spalinami, oparami ładunku czy substancjami niszczącymi warstwę ozonową).